# فوربک
شهر فوربک (به فرانسوی: Forbach) در شهرستان موزل در ناحیه لورن با جمعیت ۲۱٬۹۵۶ نفر در کشور فرانسه واقع شده‌است

## نگارخانه

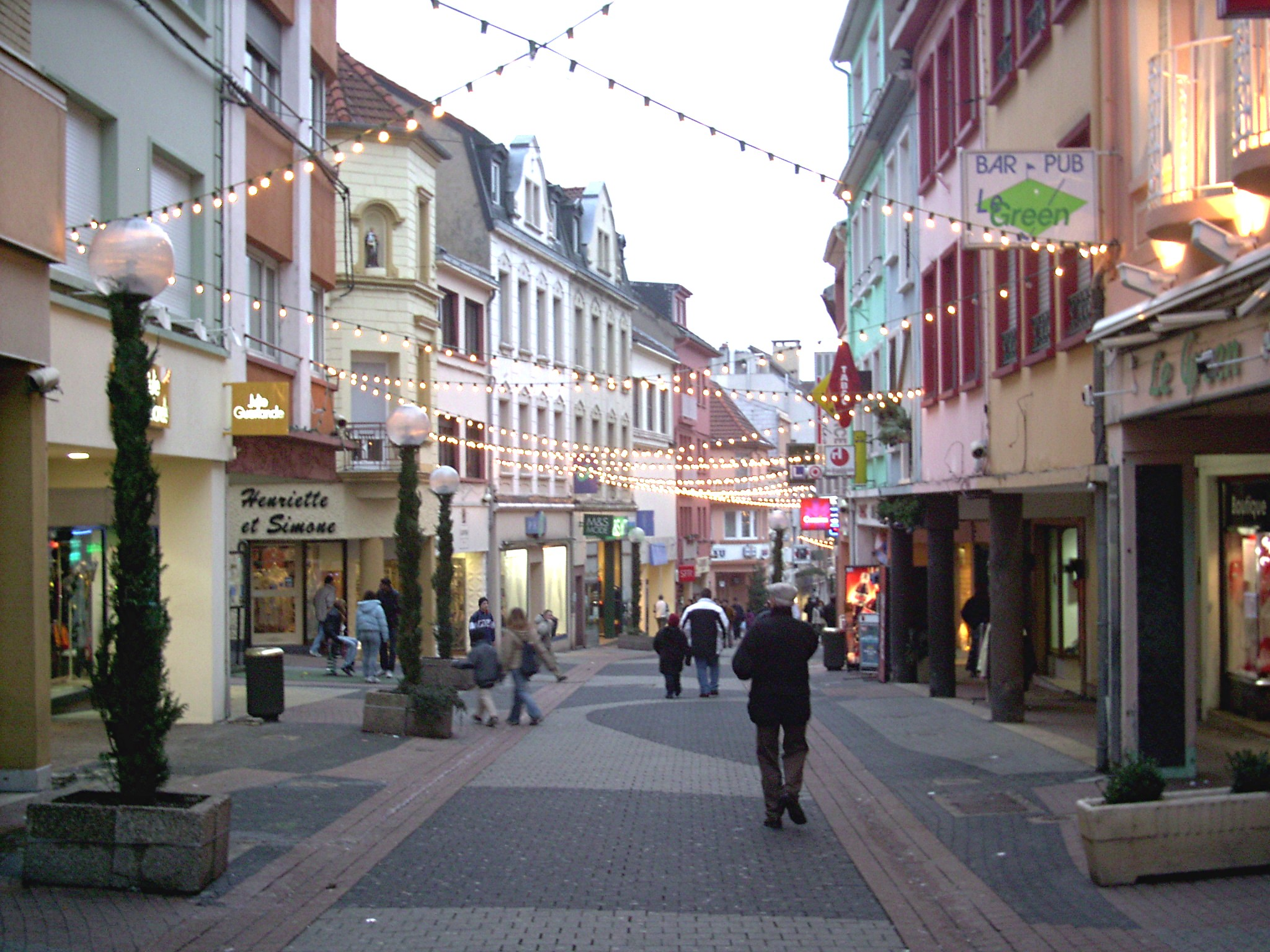
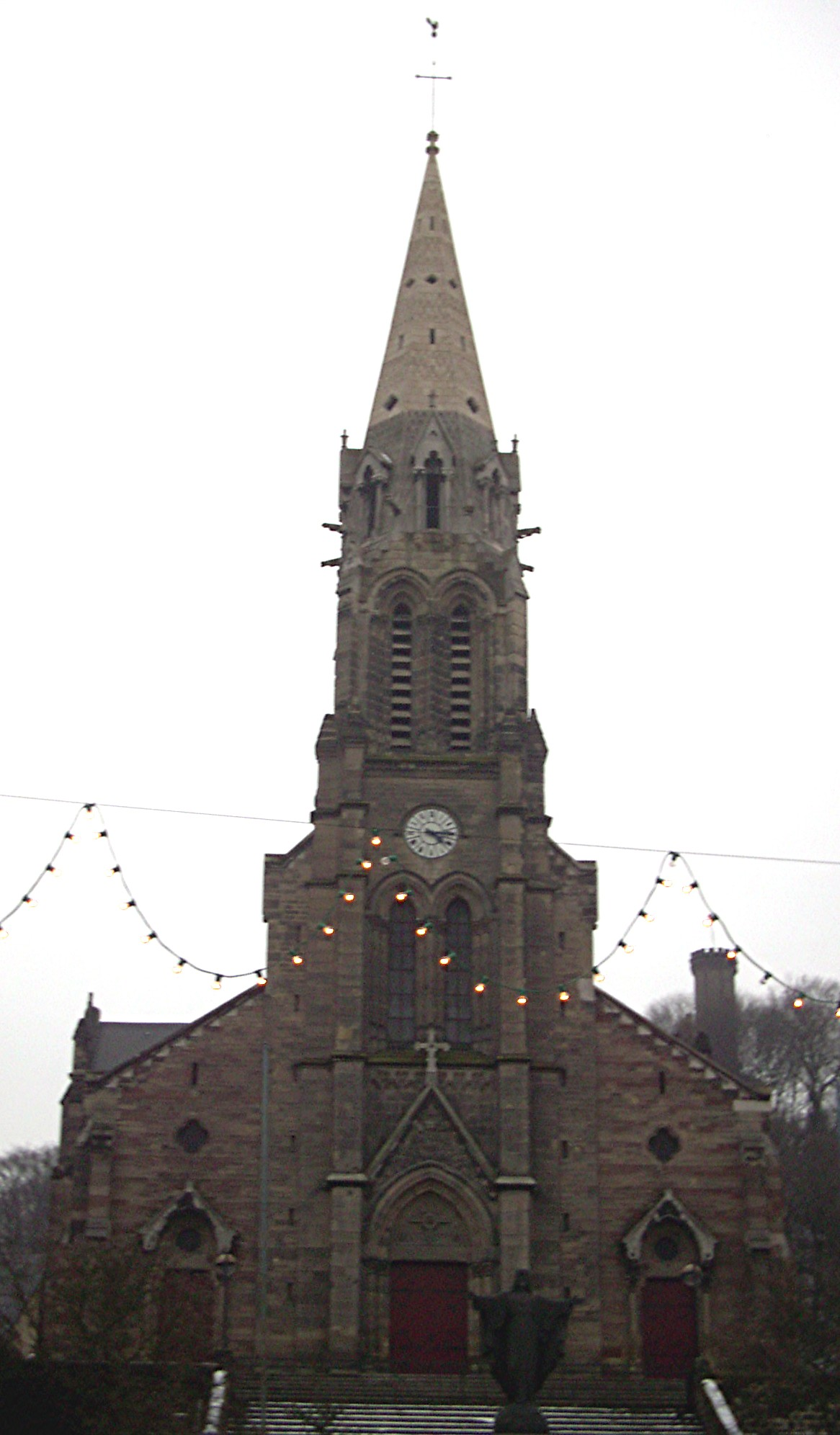
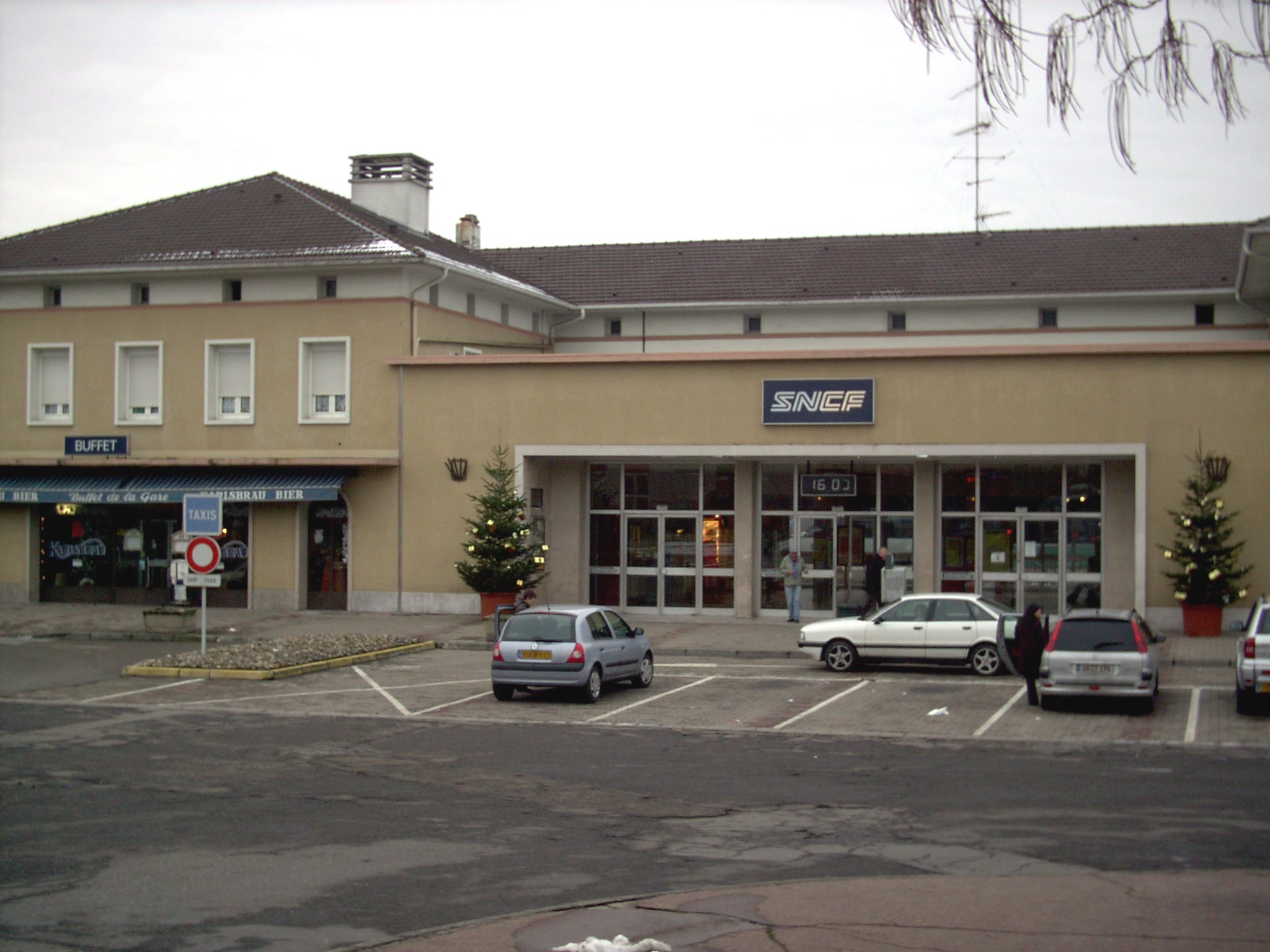